# Loropetalum subcordatum
Loropetalum subcordatum är en trollhasselart som först beskrevs av George Bentham, och fick sitt nu gällande namn av Daniel Oliver. Loropetalum subcordatum ingår i släktet Loropetalum och familjen trollhasselfamiljen. Inga underarter finns listade i Catalogue of Life.